# Cratere Playfair (Luna)
Playfair è un cratere lunare di 49,88 km situato nella parte sud-orientale della faccia visibile della Luna.
Il cratere è dedicato al matematico scozzese John Playfair.

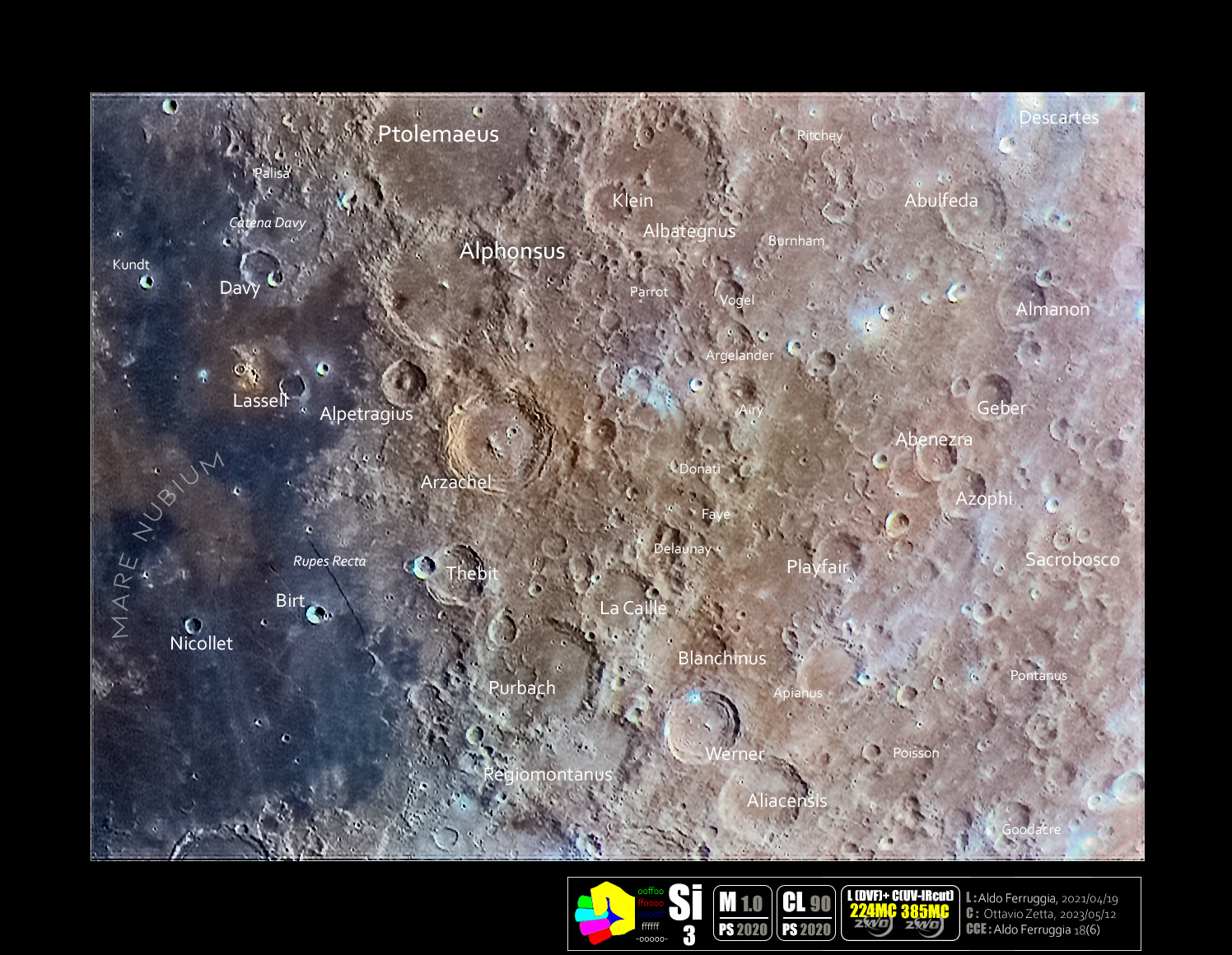
Il cratere con le strutture vicine in una Immagine Selenocromatica(Si)